# Jean-Pierre Sauvaire
Jean-Pierre Sauvaire (* 8. Oktober 1948 in Marseille) ist ein französischer Kameramann.

## Leben
Sauvaire absolvierte nach der Ausbildung als Fotograf ein Studium an der École Supérieure d’Audiovisuel in den Gebieten Fernsehen und Kino.
Nachdem er 1972 ein Praktikum in einem Filmstudio in Toulouse in den Abteilungen Ausstattung und Kamera absolvierte, sammelte er Erfahrungen als Kameraassistent. Ein Jahr später debütierte er als Kameramann für seinen ersten Film. Ab 1986 drehte er in Zusammenarbeit mit Mylène Farmer und Laurent Boutonnat Musikvideos.
Sauvaire lebt seit 2011 in Montpellier.

## Filmografie (Auswahl)
- 1986: Mylène Farmer: Plus Grandir (Musikvideo)
- 1988: Mylène Farmer: Pourvu qu'elles soient douces (Libertine II) (Musikvideo)
- 1989: Mylène Farmer: Sans Logique (Musikvideo)
- 1989: Runde Karussell (Un tour de manège)
- 1990: Mylène Farmer: Allan (Live) (Musikvideo)
- 1991: Mylène Farmer: Désenchatée (Musikvideo)
- 1991: Mylène Farmer: Regrets (Musikvideo)
- 1991: Mylène Farmer: Je T’Aime Mélancolie (Musikvideo)
- 1992: Mylène Farmer: Beyond My Control (Musikvideo)
- 1994: Giorgino
- 1998: Taxi
- 2000: Spuren von Blut (Scènes de crimes)
- 2001: Vidocq
- 2002: Ball & Chain – Zwei Nieten und sechs Richtige (Le Boulet)
- 2004: Agents Secrets – Im Fadenkreuz des Todes (Agents secrets)
- 2007: Crime Insiders (Truands)
- 2008: Skate or Die
- 2013: Brotherhood of Tears – Die letzte Lieferung (La Confrérie des larmes)